# Глукагон
Глукагон је полипептидни хормон кога луче α ћелије ендокриног дела панкреаса. Основно дејство овог хормона је повећање концентрације глукозе у крви (хипергликемисјско дејство). Глукагон је по томе хормон супротног дејства (антагониста) инсулину. Он изазива још и разградњу масти (липолтички ефекат) и повећање концентрације слободних масних киселина у крви. 

## Грађа
Глукагон је полипептид, молекулске масе 3285 и изграђен из 29 аминокиселина. Примарна структура глукагона је: енгл.  Синтетише се у α ћелијама ендокриног панкреаса из прохормона проглукагона.

## Регулација
Глукагон се сматра антагоснистичким хормоном инсулину. Повећање лучења глукагона је праћено падом лучења инсулина и обрнуто. Један од најјачих стимулуса за ослобађање глукагона је пад концентрације глукозе у крви (хипогликемија). Кад се концентрације глукозе повећа слаби лучење глукагона, а повећа се инсулина. На тај начин се узајамним дејстом глукагона и инсулина одржава стална концентација глукозе у крви. 
Хормони стреса: адреналин, кортизол и хормон раста такође повећавају лучење глукагона. Такође и хормони вазопресин и ендорфини стимулишу ослобађање овог хормона. Поменута супстанца адреналин заједно са норадреналином као део симпатичког система такође мође изазвати повећано лучење кортизола. 
Хормони инсулин и соматостатин смањују ослобађање глукагона.

## Дејство и механизам дејства
Основни ефекат глукагона је повећање концентрације глукозе у крви тј. хипергликемијки ефекат.
Највећи део дејства глукагон остварује у јетри. Ћелије панкреаса луче гликагон директно у крв, која порталним крвотоком прво доспева у јетру. Јетра садржи велике концентрације разервног шећера, гликогенa, који је у ствари полисахарид. Његовом разградњом ослобађа се глукоза. Глукагон остварује дејство везивањем за рецепторе на ћелијама јетре, хепатоцитима. Активирањем рецептора, преко Г протеина активира се ензим аденил циклаза која из АТП-а ствара ц-АМП (циклични аденозин монофосфат), који делује као други преносилац (енгл. secundar messenger). Ц-АМП даље активира ензим протеин киназу, чиме се покреће ензимска каскада које доводи до фосфорилације разних других ензима. Процесом фосфорилације се у ћелијама јетра активира ензим фосфорилаза, која убрзава процес разградње гликогенa. Истовремено се инхибишу (фосфорилацијом) ензими који учествују у стварању глиокена.
Разлагањем гликогена прво настаје гулкозо-1-фосфат, који се затим преводи у глукозо-6-фосфат. Активирањем ензима глукозо-6-фосфатаза (специфичан ензим за ћелије јетре), под чијим дејством настаје обичан молекул глукозе, који може напустити ћелије јетре и отићи у крвоток.
Поред процеса разградње гликогена, глукоза може настати и процесима стварања глукозе из других супстанци-глуконеогенеза. Глуконеогенеза се такође повећава под утицајем хормона глукагона. 
Због повећања ц-АМПа у ћелијама масног ткива, повећава се разградња масти и ослобађање слободних масних киселина у циркулацију. Транспорт масних киселина у митохондрије ћелија где се врши сагоревање масти путем β оксидације је такође повећано, као и ниво саме оксидација масних киселина. Такође стимулише се и стварање ацетонских тела из масних киселина преко ацетил коензима А.

## Поремећаји функције
Неконтролисано лучење глукагона среће се код тумора (аденома) ендориног дела панкераса, глукагонома.
Глукагон се као медикамент може користити у случају хипогликемије (снижене вредности глукозе у крви).